# قومية الأعمال
قومية الأعمال هي أيديولوجية قومية اقتصادية يعتنقها قطاع من اليمين السياسي في الولايات المتحدة.
قوميو الأعمال هم قادة أعمال وصناعيون محافظون يفضلون سياسة التجارة الحمائية والسياسة الخارجية الانعزالية. في صراع على السلطة مع المصالح الدولية للشركات، غالبًا ما يستخدم القوميون التجاريون الخطاب الشعبوي والخطاب المناهض للنخبوية لبناء قاعدة دعم أوسع في الطبقة الوسطى والطبقة العاملة.
في الماضي، كانت قومية الأعمال هي أيضًا القطاع الرئيسي في الولايات المتحدة الذي ظهر منه النقابات. كانت هناك أيضًا قطاعات من قومية الأعمال التي روجت للمخاوف الحمراء، والأهلانية، ومزاعم عن المؤامرات المصرفية اليهودية.

## التاريخ
أصبح قادة الأعمال والصناعيين المحافظون للغاية الذين رأوا تنفيذ الصفقة الجديدة في الولايات المتحدة بين عامي 1933 و1936 دليلاً على تحالف شرير متخيل بين رأس المال الدولي والنقابات العمالية التي يسيطر عليها الشيوعيون لتدمير المشاريع الحرة، أصبح يُعرف باسم «رجال الأعمال القوميين».
في منتصف الثلاثينيات من القرن الماضي، رفع جيرالد إل. ك. سميث راية رجال الأعمال القوميين، وكثير منهم انعزاليون سيعارضون فيما بعد دخول الولايات المتحدة في الحرب العالمية الثانية. تلقى سميث دعمًا عامًا وماليًا من رجال الأعمال الأثرياء الذين تركزوا في «الصناعات ذات التوجه القومي».
وكان من بين هؤلاء رؤساء شركات النفط الوطنية وشركات صناعة السيارات. ومن بين رجال الأعمال القوميين الذين ربطوا شبكات مع المحافظين المتطرفين الآخرين جيه هوارد بيو، رئيس شركة صن أويل، وويليام بي بيل، رئيس شركة الكيماويات الأمريكية سياناميد.
خدم بيو وبيل في اللجنة التنفيذية للرابطة الوطنية للمصنعين. قام مركز بيو أيضًا بتمويل رابطة الحرية الأمريكية (1934-1940)، وحراس الجمهورية، ومجموعات أخرى كانت تغازل الفاشية قبل الحرب العالمية الثانية. بعد الحرب العالمية الثانية، قام مركز بيو بتمويل الإنجيليين المسيحيين المحافظين مثل القس بيلي غراهام.
قامت جمعية جون بيرش، التي تأسست في عام 1959، بدمج العديد من الموضوعات من الجماعات اليمينية قبل الحرب العالمية الثانية التي عارضت الصفقة الجديدة، وكان لها قاعدتها في دوائر الأعمال القومية. نشر المجتمع بكثافة نقدًا قوميًا تجاريًا شديد التحفظ لرجال الأعمال الدوليين المرتبطين بشبكات من خلال مجموعات مثل مجلس العلاقات الخارجية.
اعتبارًا من 2007 تم تمثيل قومية الأعمال من قبل شخصيات سياسية شديدة المحافظة مثل بات بوكانان.

## نقد
وفقًا للباحث التقدمي مارك روبرت، فإن النظرة اليمينية المناهضة للعولمة للقوميين من رجال الأعمال «تتصور عالماً يتمتع فيه الأمريكيون بامتيازات فريدة، ورثة نظام اجتماعي سياسي مستوحى من الإلهية والذي يجب الدفاع عنه بأي ثمن ضد التدخلات الخارجية والتخريب والداخلي».
يجادل روبرت بأن هذا التحليل الرجعي يسعى إلى تحدي سلطة الشركات دون فهم طبيعة «تركيز رأس المال والتنشئة الاجتماعية عبر الوطنية للإنتاج». التحليل الرجعي الغائب عن هذا الفهم يولد الاغتراب الاجتماعي ويزيد من «كبش الفداء والعداء تجاه أولئك الذين يُنظر إليهم على أنهم خارج رؤيته للهوية الوطنية أو مختلفين أو معارضين عنها». مع تزايد الاغتراب، ستحاول القوى الفاشية بشكل علني جذب بعض هؤلاء الأشخاص الغاضبين إلى إطار أيديولوجي يبرر شيطنة «الآخر» المختار.
يقول المراسل الاستقصائي تشيب بيرليت: